# Urban (namn)
Urban är ett mansnamn bildat från det latinska adjektivet urbanus - "belevad" eller "städad" (egentligen "från staden" eller "som har med staden att göra", av Urbs - "stad").
Urbanus var ett vanligt namn på påvar. Namnets plats i almanackan är till åminnelse av Urban I som dog 230 och har funnits där sedan medeltiden.  
Namnet har förekommit i Sverige sedan 1400-talet men inte varit speciellt vanligt det senaste seklet. En viss popularitet hade det dock på 1950- och 1960-talet. 
Den 31 december 2009 fanns totalt 11 916 personer i Sverige med förnamnet Urban, varav 5 637 hade det som förstanamn/tilltalsnamn. År 2003 fick 27 pojkar namnet, men ingen fick det som tilltalsnamn.
Namnsdag i Sverige: 25 maj (sedan medeltiden. Datumet är en gammal märkesdag i almanackan och Urban/Urbanus-dagen brukade räknas som sommarens första dag). "Urban, Vilhelmina och Beda, de skola sommaren leda" (Bondepraktikan). I den finlandssvenska namnsdagslängden har Urban namnsdag 25 maj sedan starten 1929, då en egen namnsdagskalender togs i bruk för finlandssvenskar.

## Personer med namnet Urban
- Urban Målare – konstnär verksam på 1500-talet
- Urban Ahlin – socialdemokratisk politiker, riksdagsledamot och riksdagens talman
- Urban Aldenklint – aikidoutövare
- Paul Urban Bergström – affärsman, grundare av varuhuset PUB
- Urban Bäckström – svensk riksbankschef, VD för Skandia Liv samt för Svenskt Näringsliv
- Urban Eldh – skådespelare
- Urban Gad – dansk regissör
- Urban Hjärne – läkare och naturforskare
- Urban Seth Inge breed – rocksångare
- Urban Lindhe – svensk fastighetsmäklare
- Urban Omark – ishockeyspelare
- Urban Sahlin – skådespelare
- Urban Strand – barnskådespelare
- Urban Torhamn – författare
- Bengt-Urban Fransson – politiker

## Påvar med namnet Urban
- Urban I (Urban den helige)
- Urban II
- Urban III
- Urban IV
- Urban V
- Urban VI
- Urban VII
- Urban VIII